# Simion Albu
Simion Albu (n. 1869, Plopi, județul Hunedoara – d. 1956, Plopi, județul Hunedoara) a fost un deputat în Marea Adunare Națională de la Alba Iulia, organismul legislativ reprezentativ al „tuturor românilor din Transilvania, Banat și Țara Ungurească”, cel care a adoptat hotărârea privind Unirea Transilvaniei cu România, la 1 decembrie 1918 :pp. 193-194.

## Biografie
A făcut școala primară din sat și școala civilă din Hațeg, continuându-și apoi studiile și ajungând preot în satul Măceu, județul Hunedoara în anul 1924 :pp. 193-194.  

## Activitatea politică
Ca deputat în Adunarea Națională din 1 decembrie 1918 a fost delegat al Cercului electoral Deva :pp. 193-194.	